# The Fear Index
The Fear Index ist eine im Februar 2022 erschienene britische Miniserie des Genres Finanz- und Technothriller. Sie ist eine Verfilmung des gleichnamigen Romans von Robert Harris aus dem Jahr 2011 (deutscher Titel Angst).
Roman und Serie, die der Handlung hauptsächlich getreu folgt, thematisieren den CBOE Volatility Index (genannt Angstbarometer) durch ein Algorithmus-Programm (VIX-AL), das rein aufgrund Daten zu Angstverhalten Börsenvorgänge vornimmt, aber kein anderes menschliches Gefühl oder Gewissen kennt und unkontrollierbar wird. Die Hauptrolle dessen Entwicklers Alex Hoffman, der selbst in einen Zustand paranoider Angst-Psychosen versetzt wird, übernimmt in der Serie Josh Hartnett.

## Besetzung und Synchronisation
Die deutschsprachige Synchronisation entstand nach Dialogbüchern von Ulrich Georg und unter der Dialogregie von Sabine Falkenberg durch Taunusfilm Synchron GmbH.
| Rolle                 | Beschreibung              | Darsteller     | Synchronsprecher  |
| --------------------- | ------------------------- | -------------- | ----------------- |
| Dr. Alex Hoffman      | Entwickler von VIX-AL     | Josh Hartnett  | Florian Hoffmann  |
| Hugo Quarry           | Alex’ Geschäftspartner    | Arsher Ali     | Fabian Oscar Wien |
| Gabby Hoffman         | Alex’ Ehefrau, Künstlerin | Leila Farzad   | Mareile Moeller   |
| Jean-Philippe Leclerc | Inspektor                 | Grégory Montel | Vlad Chiriac      |
| Mariama Segnane 1     | Risikomanagerin der Firma | Aïssa Maïga    | Kim Pfeiffer      |
| Karp                  | Einbrecher                | Jeremy Killick |                   |
| Dr. Polidori          | Alex’ Psychiaterin        | Irène Jacob    | Harriet Kracht    |
| Maurice Genoud        | Alex’ Sicherheitschef     | Eric Savin     | Sven Brieger      |
| Lin Ju-Long           | Firmenmitarbeiter         | Derek Siow     | Valentin Stilu    |

## Produktion und Ausstrahlung
Bereits 2011 war das erste Mal eine Adaption des Romans als Film durch 20th Century Fox mit Regisseur Paul Greengrass geplant, die aber nicht zustande kam.
Im Februar 2020 wurde die Serienadaption durch das Produktionsunternehmen Left Bank Pictures für den britischen Sender Sky bekanntgegeben. Als Protagonist wurde Josh Hartnett besetzt; weitere Hauptrollen haben Leila Farzad, Arsher Ali und Grégory Montel inne. Die Serie wurde von Caroline Bartleet und dem Broadchurch-Regisseur Paul Andrew Williams geschrieben und von David Caffrey inszeniert, der zuvor für The Alienist gedreht hatte. Die Dreharbeiten fanden ab April 2021 in Ungarn statt.
Die Serie wurde als Premiere bei der Berlinale 2022 in der Rubrik „Series Market Selects“ gezeigt. Im Vereinigten Königreich lief sie bei Sky am 10. Februar 2022 und in Deutschland folgte sie eine Woche später.

## Rezeption
Lucy Mangan vom Guardian vergab der Serie vier von fünf Sternen und hebt die Thriller-Aspekte hervor, da sich Ebenen an Mystery, Spannung und Verwicklungen zufriedenstellend schnell anhäufen würden und die Macht von VIXAL, Katastrophen vorherzusagen und aus diesen zu profitieren, zusehends verstörend werde. Zusätzlich lobt sie besonders Hauptdarsteller Hartnett, „der Hoffman von Anfang an mit einer fühlbaren, glaubhaften und zunehmend zerstörerischen Furchtsamkeit bekleidet. Es fühlt sich real an. Es sieht aus, als ob er wahrlich leidet.“ Ed Cumming vom Independent befindet hingegen, dass die Serie manchmal in Thriller-Klischees verfalle, und schreibt im Vergleich zum Roman: „Die Lead-Performance und die faszinierende Prämisse sind genug, um The Fear Index weiter voranrollen zu lassen, aber wie Geld ist sie auf Papier verlässlicher als auf dem Bildschirm.“
In einer deutschsprachigen Rezension schreibt Fabian Kurtz für Fernsehserien.de: „Die Verfilmung von Harris’ Roman scheint zu Beginn komplizierter als sie im Endeffekt ist. Handlung und Spannung bauen sich linear auf, schaffen ein rasantes Erzähltempo und fesseln das Publikum in vier kurzweiligen Episoden. Das Interessante an The Fear Index ist und bleibt die Handlung, in deren Dienst sich auch Regisseur David Caffrey stellt. Seine Inszenierung ist wie aus dem Lehrbuch und schafft eine gediegene Präsentation der Ereignisse,“ und zieht das Fazit: „Die Serie möchte nichts Besonderes sein und weiß um ihren Platz. Gekonnt fädelt sie sich in die Reihe der Thriller-Serien ein, beweist dabei fachmännische Erzählstruktur, ehrliche Inszenierung und in der Quint-Essenz einen wunderbaren Ansatz, der nachdenken lässt.“
Für Oliver Jungen von der FAZ seien zwar Ästhetik, Timing und Besetzung bis in alle Winkel stimmig, aber gerade diese Perfektion ein Problem, da sie zu einem allzu glatten Ergebnis führe, was jedoch der Spannung keinen Abbruch tue. Die Serie sei auf hohem Niveau routiniert, aber der Plot wirke ein bisschen, „als sei hier ein Algorithmus am Werk gewesen, der ausgewertet hat, was Cineasten lieben – KI-Dystopien, Wall-Street-Märchen, Hitchcock-Suspense, Kannibale von Rotenburg-Horror, episches Endkampf-Finale –, um daraus eine so rasante wie schnell vergessene Hochglanzhandlung zu errechnen. Cleverer als die meisten Krimis aber ist es doch.“